# Джейн Пауэлл
Джейн Пауэлл (англ. Jane Powell, 1 апреля 1929 — 16 сентября 2021) — американская актриса, певица и танцовщица, которая была одной из крупнейших молодых звёзд студии «MGM» в 1940-х и 1950-х годах.

## Биография

### Юные годы
Джейн Пауэлл, урождённая Сьюзанн Лоррейн Бьюрс (англ. Suzanne Lorraine Burce), родилась в Портленде в апреле 1929 года. С самого детства она была талантливым ребёнком — с 2 лет Сьюзанн начала заниматься танцами, а с 10 лет началась её профессиональная подготовка в качестве певицы. Всё же сама юная Сьюзанн не стремилась стать актрисой, а дальнейшему развитию её артистической карьеры подвигли родители.
В 1943 году во время каникул в Голливуде Сьюзанн стала победительницей в конкурсе талантов, устроенном «Universal Studios», и на следующий же день она подписала с киностудией контракт. Её кинодебют состоялся год спустя, когда Сьюзанн было всего 15 лет, в фильме «Песня открытой дороги», где имя её героини — Джейн Пауэлл — стало и её псевдонимом.

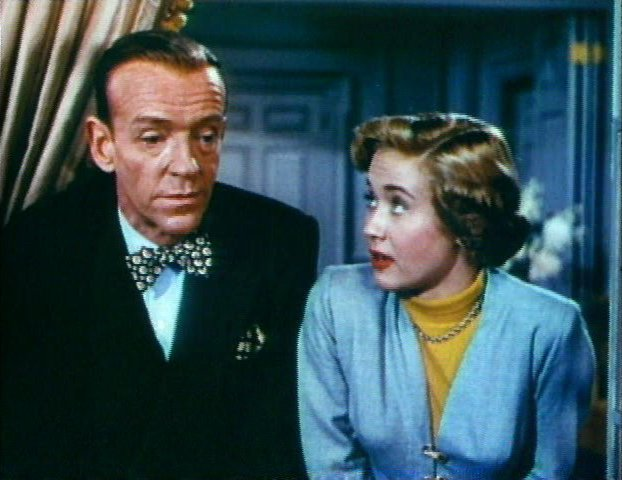
С Фредом Астером в «Королевской свадьбе» (1951)

### Карьера на MGM
В конце 1945 года, после завершения контракта с «Universal», Пауэлл перешла на студию «MGM», где она первоначально воспринималась как более юный аналог актрисы Кэтрин Грэйсон. Наряду со съёмками в кино Джейн также посещала и студийную школу «MGM», где её одноклассниками были Маргарет О’Брайен, Родди МакДауэлл и Дин Стоквелл.
Её первой работой на «MGM» стал фильм «Праздник в Мексике» (1946), но успех ей принесла вторая картина на студии — «Три дорогие дочки» (1948), где исполнительница главной женской роли, актриса Джанет МакДональд, взяла юную Пауэлл под свою опеку. Успех этого фильма способствовал тому, что знаменитый продюсер мюзиклов Джо Пастернак пригласил Пауэлл на главные роли в свои картины «Свидание с Джуди» (1948), где одну из ролей также исполнила начинающая актриса Элизабет Тейлор, и в «Нэнси едет в Рио» (1950) с популярной Энн Сотерн в одной из основных ролей. Наряду с другими звёздами Голливуда, Джейн Пауэлл принимала участие в торжественной инаугурации президента США Гарри Трумэна 20 января 1949 года.
В 1951 году Пауэлл заменила Джуди Гарленд на съёмках мюзикла «Королевская свадьба» с Фредом Астером в главной роли. В этой картине актриса ярко продемонстрировала свой комедийный талант, но, к сожалению, студия «MGM» в дальнейшем не предлагала Пауэлл других ярких комедийных ролей.
Наиболее яркой ролью в актёрской карьере Пауэлл стала Милли Понтипи в знаменитом мюзикле Стенли Донена «Семь невест для семерых братьев» (1954). Фильм, получивший «Оскар» за лучший саундтрек, принёс актрисе огромную популярность и дал ей возможность сыграть взрослую роль, в отличие от беззаботных юных девиц, которых она исполняла прежде. В 1950-х Пауэлл также хорошо себя показала в фильмах «Богатые, молодые и красивые» (1951), «Три моряка и девушка» (1953), «Афина» (1954), «Глубоко в моем сердце» (1954) и «Заколдованный остров» (1958).
В 1956 году Джейн Пауэлл записала песню «True Love», которая заняла 15 позицию в чертах Billboard, став при этом единственной композицией Пауэлл, добравшихся до таких высот.

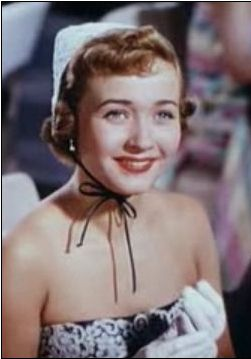
В фильме «Богатые, молодые и красивые» (1951)

### Театр и телевидение
Карьера Джей Пауэлл не ограничивалась лишь киноэкранами — актриса также успешно показала себя и на театральной сцене во многих известных мюзиклах, среди которых «Непотопляемая Молли Браун», «Юг Тихого океана», «Звуки музыки», «Оклахома!», «Моя прекрасная леди», «Встреть меня в Сент-Луисе», «Карусель» и «Питер Пэн», а мюзикл «Айрин» в 1973 году стал её бродвейским дебютом.
В 2000 году Пауэлл появилась в театральной постановке «Признание», за которую она получила хорошие отзывы.
Начиная с середины 1950-х годов, актриса стала частой гостьей на телевидении, где она участвовала в различных сериалах, телефильмах и шоу, среди которых «Как вращается мир», «Шоу Дика Пауэлла», «Лодка любви», «Остров фантазий», «Бесконечная любовь», «Она написала убийство» и «Проблемы роста». Её последнее крупное появление на телевидении было в 2002 году в одном из эпизодов сериала «Закон и порядок. Специальный корпус».
В 2003 году актриса вернулась на театральную сцену в мюзикле Стивена Сондхейма «Кураж», но, несмотря на многочисленные успешные отзывы, эта постановка так и не достигла Бродвея.
За свой вклад в кино Джейн Пауэлл удостоена звезды на голливудской «Аллее славы».

### Личная жизнь
Актриса пять раз была замужем, и первые два брака принесли ей двоих детей. Со своим последним мужем, актёром Дики Муром, за которого она вышла в 1988 году, актриса жила в городе Уилтон в штате Коннектикут, а также иногда и на Манхэттене, где она обзавелась апартаментами в 1985 году.
После смерти мужа в 2015 году она продала квартиру в Нью-Йорке и окончательно перебралась в Коннектикут, где скончалась 16 сентября 2021 года в возрасте 92 лет.